# Канал Грибоедова
Канал Грибое́дова (до 1923 года — Екатери́нинский канал) — канал в Санкт-Петербурге, берущий начало от реки Мойки у Марсова поля и впадающий в Фонтанку у Мало-Калинкина моста. Длина канала составляет 5,1 км, ширина — 32 м, глубина — до 3,5 м, средний расход воды — 3,1—3,4 м³/с. Топоним также используется как обиходное наименование набережной канала Грибоедова.

## История
Канал проложен по руслу реки Кривуши (другое название — Глухая речка), бравшей своё начало из болотистой трясины, залегавшей между нынешними Конюшенной площадью и площадью Искусств. Изначально носил название Екатерининского — в честь императрицы Екатерины II, в царствование которой он был обустроен.

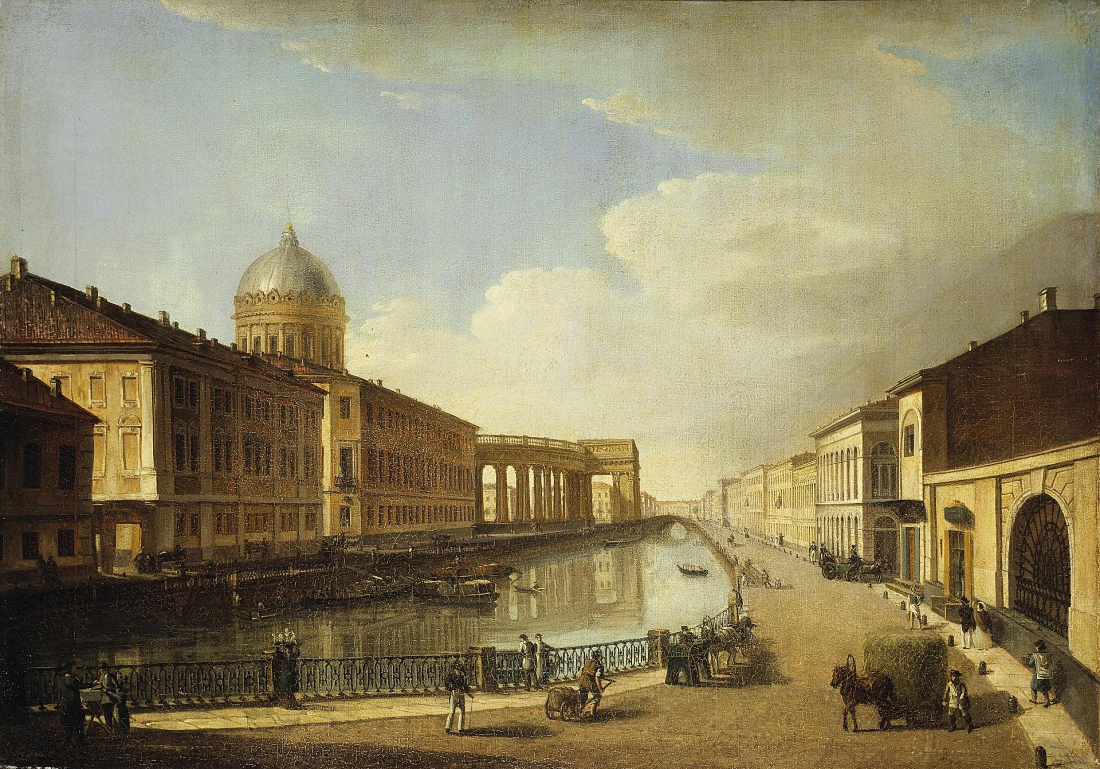
«Вид Казанского собора со стороны заднего фасада, от Екатерининского канала»,
1810-е гг.

Современный вид канала вечером (2015)

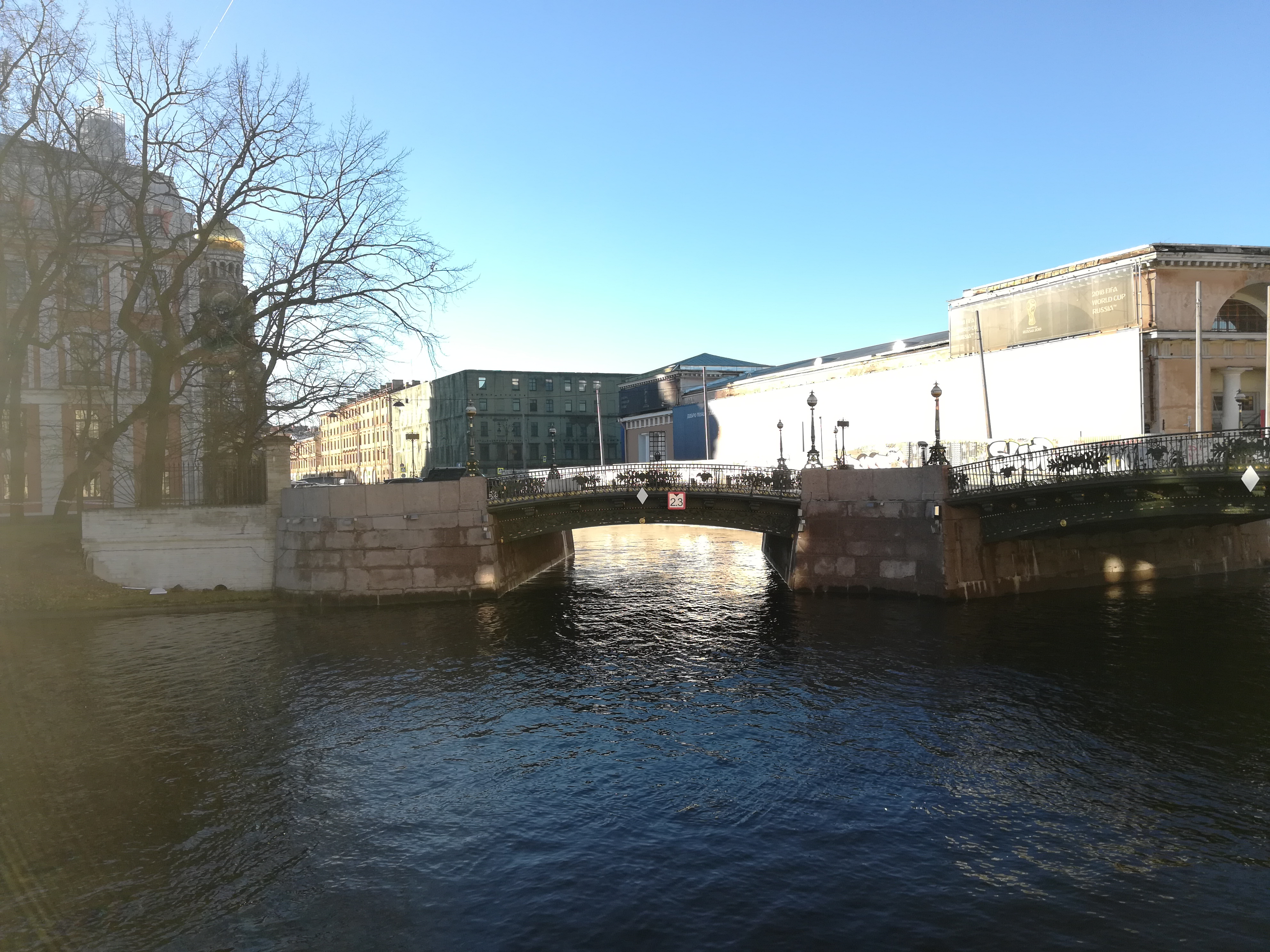
Исток канала из Мойки. «Три моста»

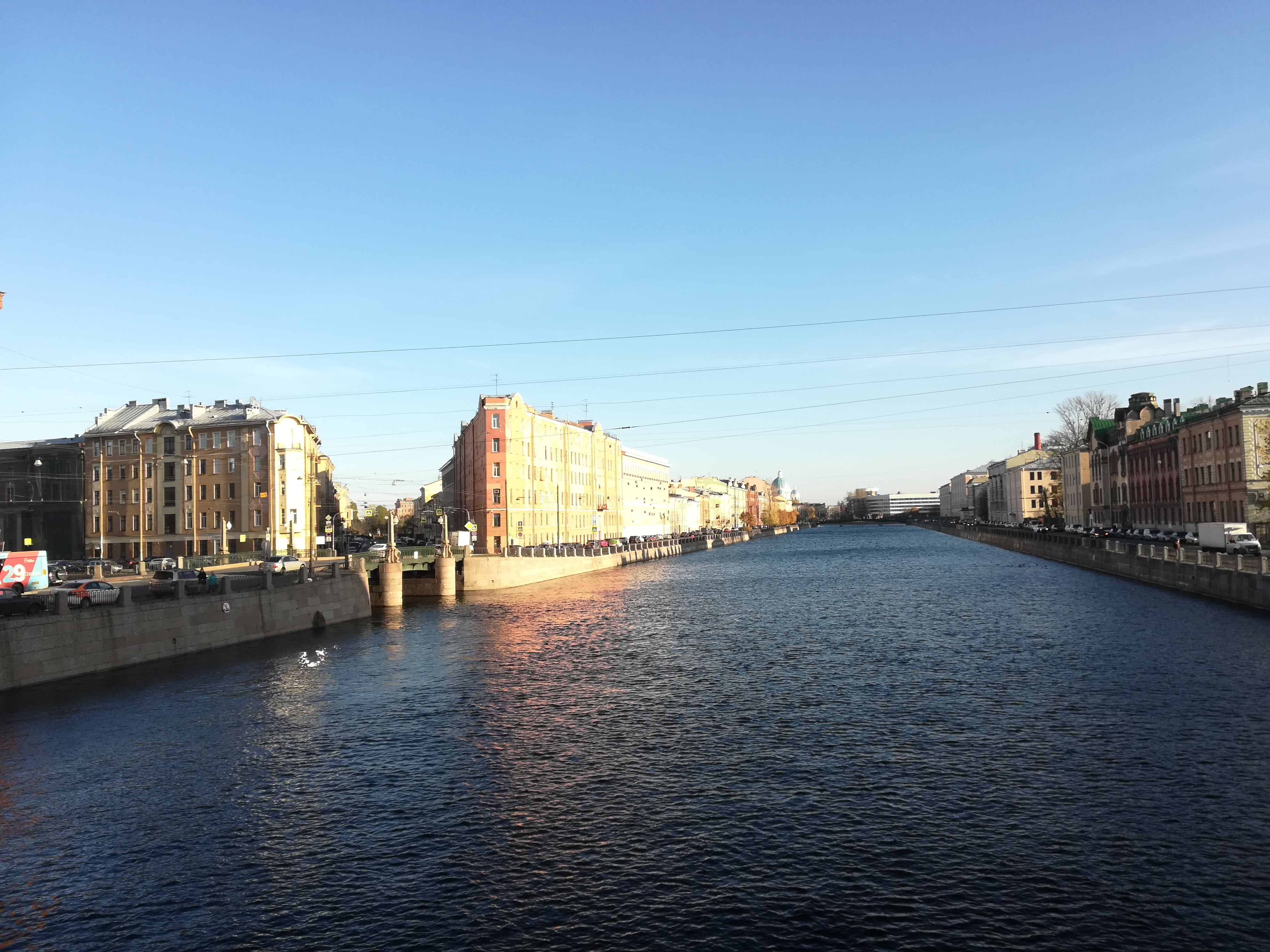
Впадение канала в Фонтанку

В 1735 году по оси Вознесенского проспекта был построен деревянный Вознесенский мост.
Территория вдоль реки Кривуши южнее Невской перспективы начала застраиваться в 1737 году, когда здесь начали выдавать участки служащим морского ведомства. Первоначально застраивался правый берег. В обязанности хозяев входило обустройство берега, отделывание его деревом. Для строительства домов вдоль русла реки вырубался лес, однако царским указом запрещалось рубить здесь дуб, клён и липу. Если эти деревья находились на месте застройки, то их полагалось пересаживать в сады и огороды.
В 1739 году исток реки Кривуши был соединён с Мойкой, в 1764—1790 годах углублено дно, укреплены берега и сооружены гранитные набережные (строители — инженеры И. М. Голенищев-Кутузов, И. Н. Борисов, Ф. В. Баур, К. Ф. Модерах).
6 октября 1923 года канал был переименован в честь русского драматурга и дипломата Александра Сергеевича Грибоедова, проживавшего в одном из домов на набережной канала, и стал называться каналом Писателя Грибоедова, а с 1931 года — каналом Грибоедова.
Существует городская легенда, связывающая новое название канала с именем занимавшегося его благоустройством инженера К. Д. Грибоедова, а не его однофамильца-драматурга. Легенда опровергается специалистами по топонимике.
В 1954—1956 годах участок набережной канала от Мойки до Итальянской улицы был облицован гранитом.

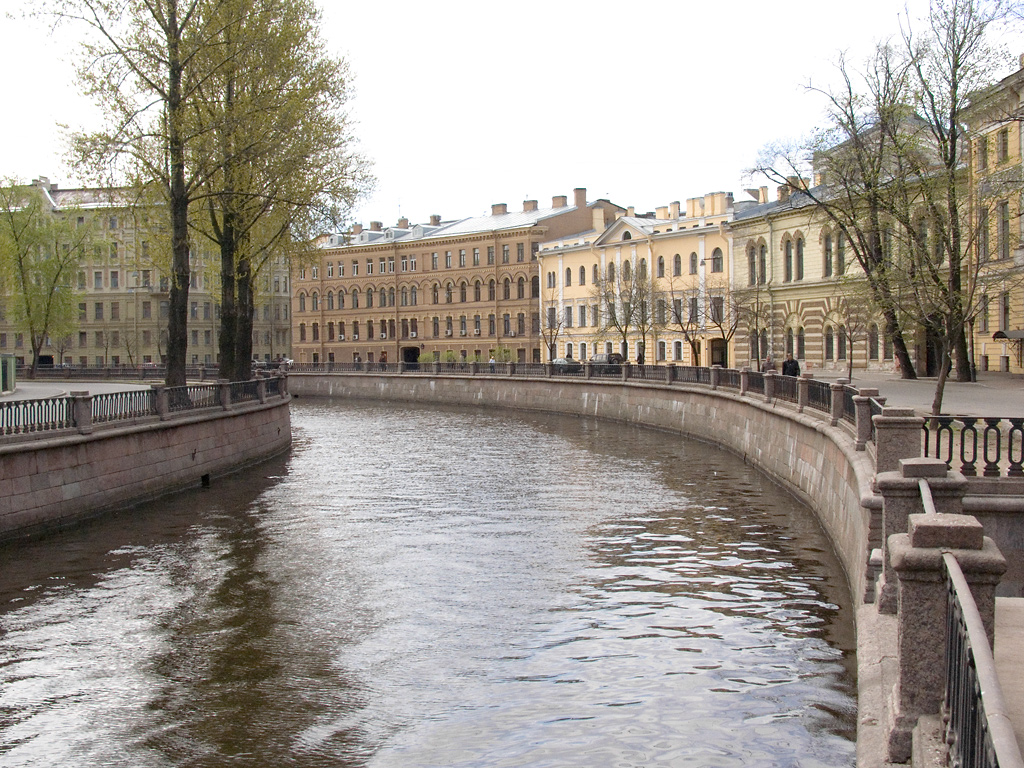
Канал Грибоедова вблизи Львиного моста

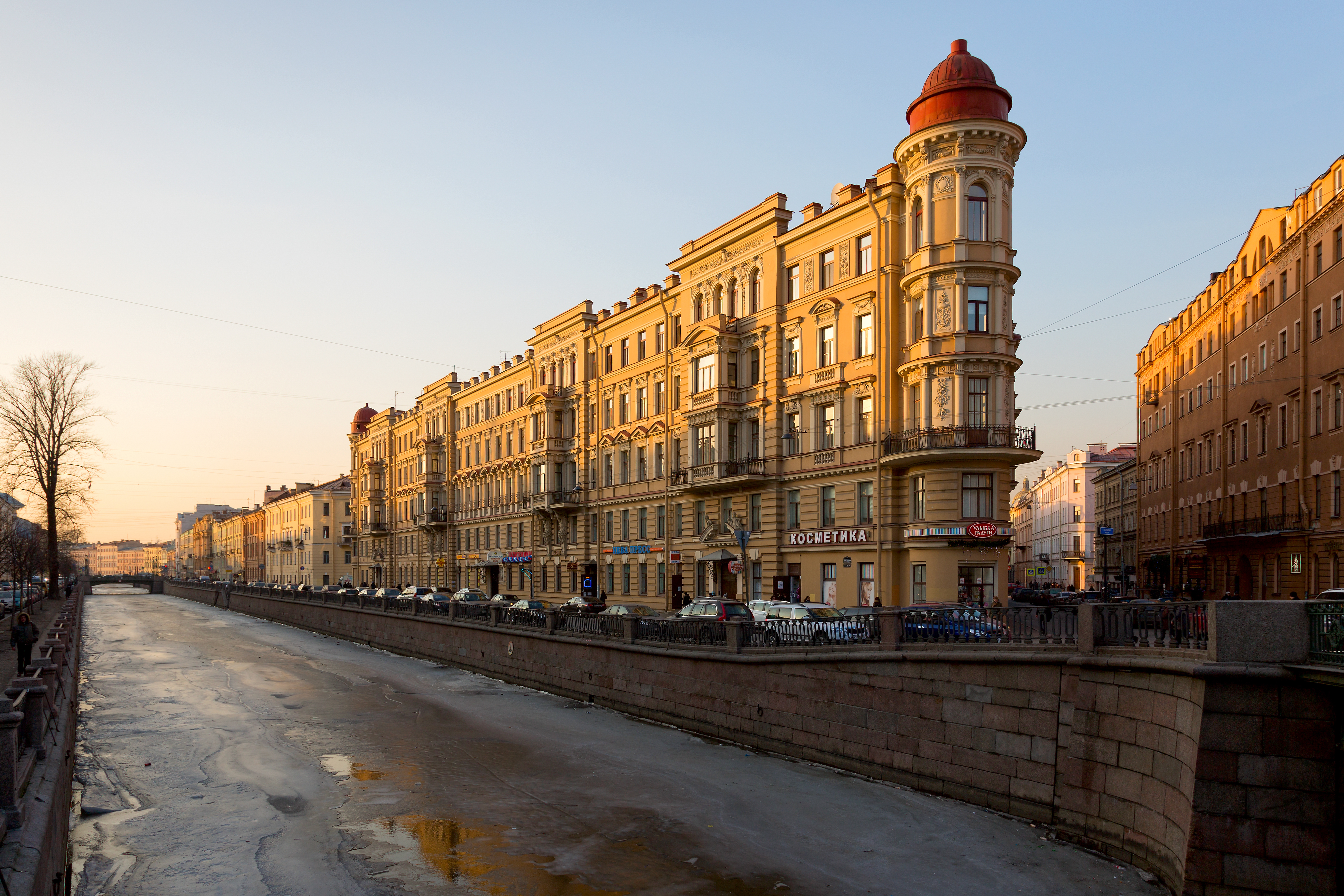
Канал Грибоедова возле Кокушкина моста

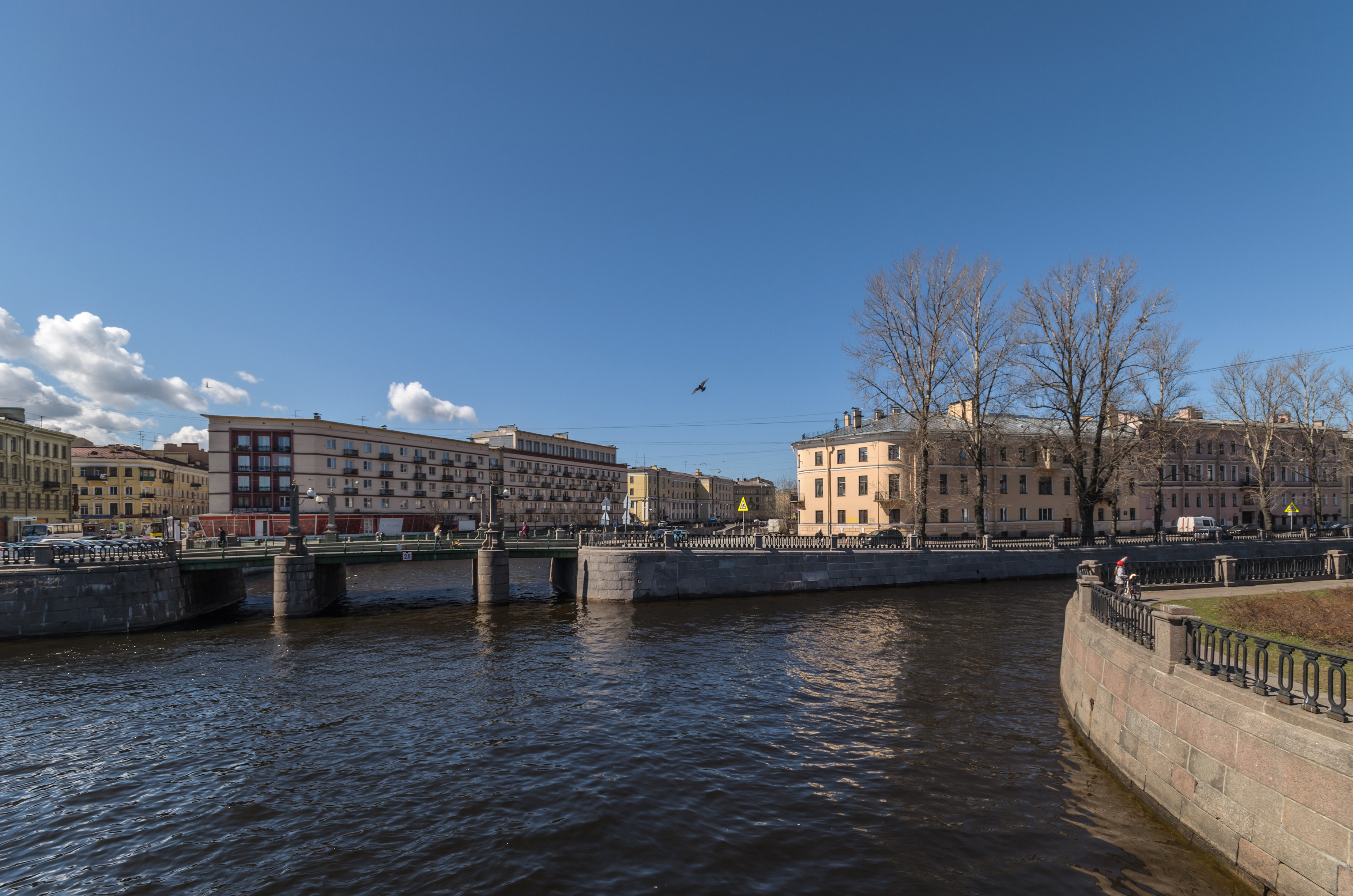
Водный перекрёсток Крюкова канала с каналом Грибоедова

В 2007—2008 годах с одной стороны был проведён ремонт набережной канала от Казанского до Банковского моста. Другая сторона, примыкающая к пешеходному мосту, так и осталась в аварийном состоянии.
С 10 сентября 2016 года на нечетной стороне набережной на участке от Казанской площади до переулка Гривцова было введено одностороннее движение.

## Географические сведения
Длина канала составляет 5,1 км, ширина — 32 м, глубина — 3,5 м, средний расход воды — 3,1—3,4 м³/с. От других протоков Петербурга канал отличается своим узким и очень извилистым руслом.

## Мосты

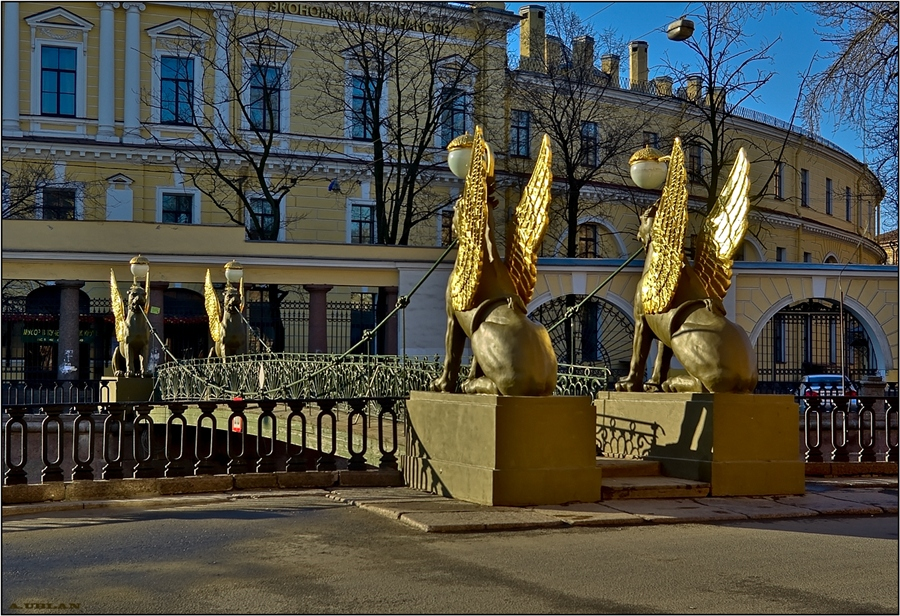
пешеходный Банковский мост с фигурами грифонов у здания бывшего Ассигнационного банка Российской империи, в помещениях которого сейчас Санкт-Петербургский государственный экономический университет

Через канал переброшен 21 мост:
- Театральный мост
- Ново-Конюшенный мост
- Итальянский мост
- Казанский мост
- Банковский мост

- Мучной мост
- Каменный мост
- Демидов мост
- Сенной мост
- Кокушкин мост
- Вознесенский мост
- Подьяческий мост
- Львиный мост
- Харламов мост
- Ново-Никольский мост
- Красногвардейский мост
- Пикалов мост
- Могилёвский мост
- Аларчин мост
- Коломенский мост
- Мало-Калинкин мост

## Береговые достопримечательности
- Михайловский сад при Михайловском дворце Русского музея

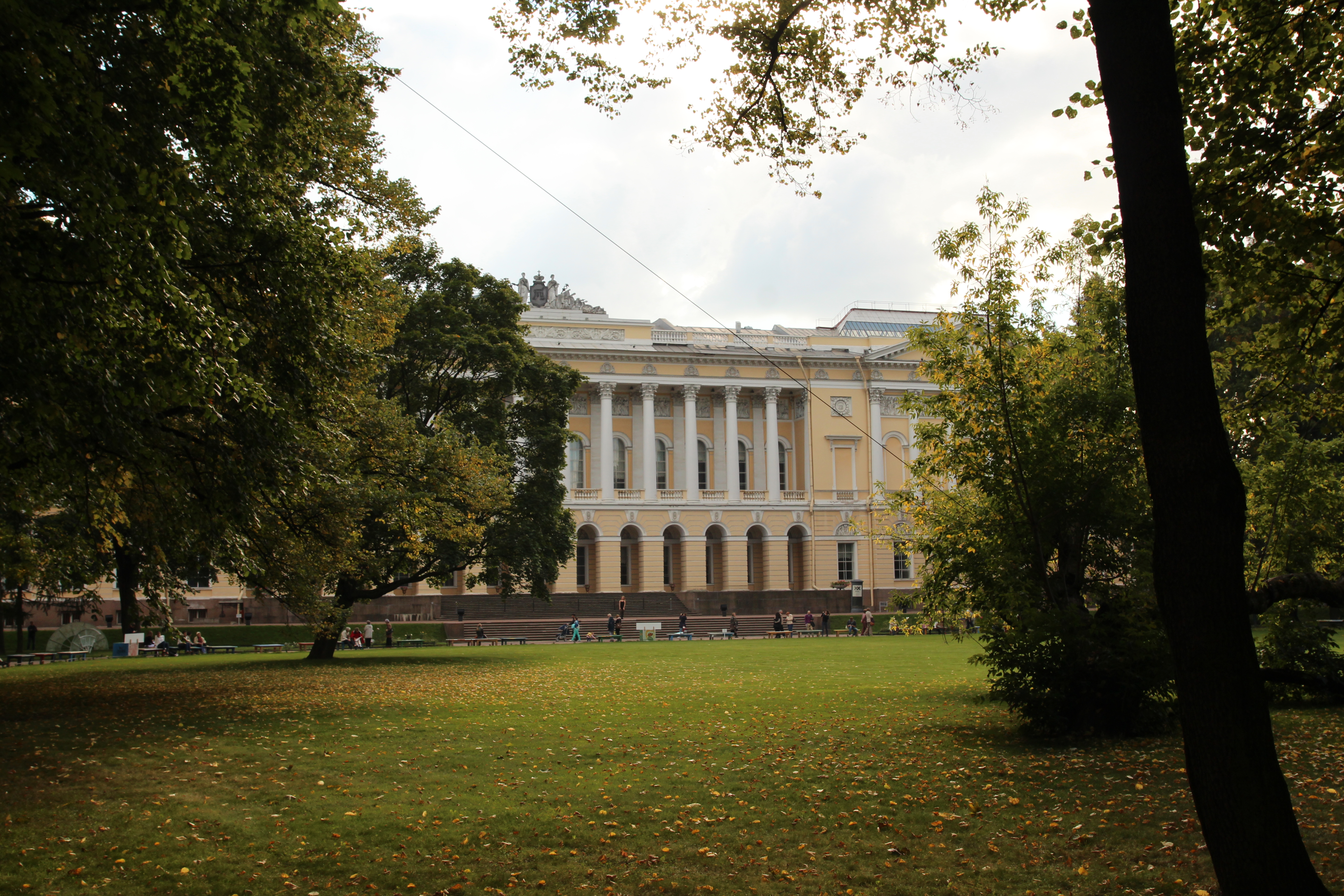
Михайловский сад и дворец

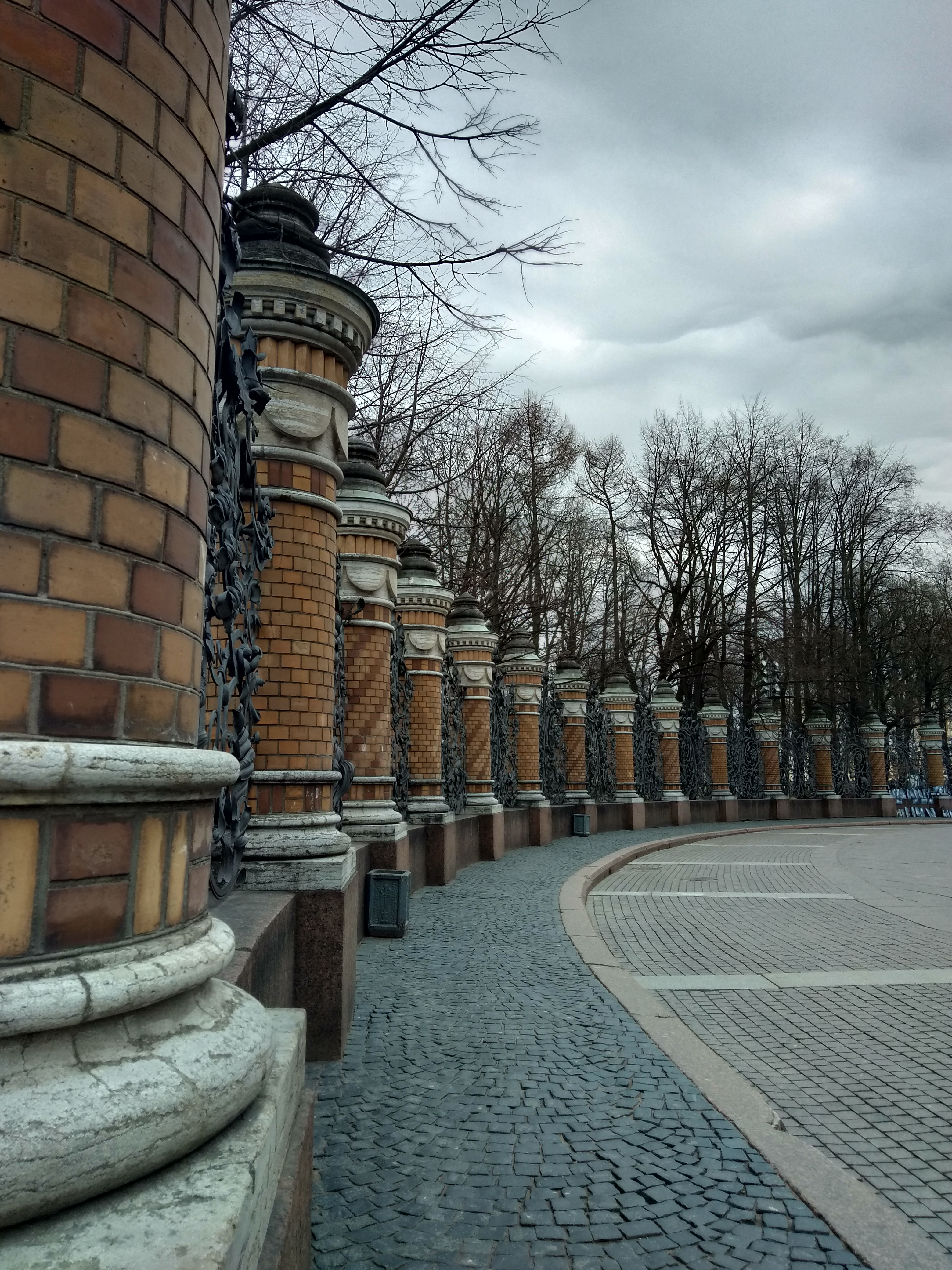
набережная канала с оградой сада

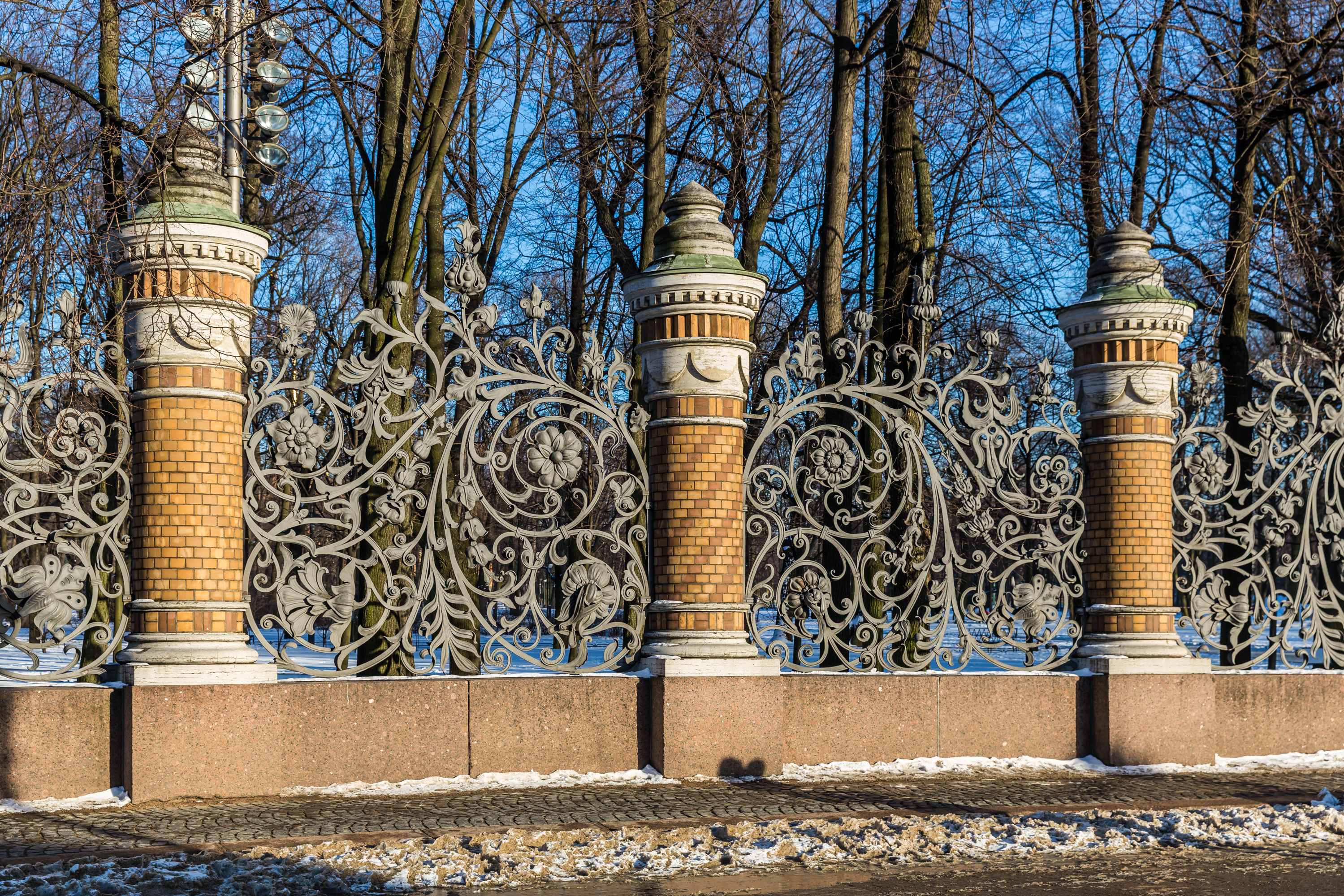
Узор ограды Михайловского сада на набережной канала

- Церковь Спаса-на-Крови у самой кромки воды на месте убийства 1 марта 1881 года членами террористической революционной организации «Народная воля» императора Александра II. Церковь строилась на народные деньги в неорусском стиле. В советское время использовалась не по назначению и много лет была закрыта строительными лесами на реставрации. Вошла в состав музейного комплекса Исаакиевского собора, куда входили и Смольный собор, и Сампсониевский собор на Выборгской стороне.

Церковь Спаса-на-крови, справа корпус Бенуа со входом в Русский музей

- Конюшенная площадь с комплексом зданий императорского Конюшенного ведомства. В главном здании находилась церковь Спаса Нерукотворного образа, в которой состоялось отпевание Александра Сергеевича Пушкина, который жил на набережной реки Мойки, дом 12. В советское время в здании находились различные организации. В постсоветское время здание ожидает реконструкции под современное использование. В советское время на площади было трамвайное кольцо. Рядом с площадью проходят Большая Конюшенная улица и Малая Конюшенная улица, где жили служители конюшенного ведомства. Малая Конюшенная улица в 1990 годах превращена в пешеходную зону.
- Корпус Бенуа Государственного Русского музея, первоначально музея Александра III. Корпус является поздней пристройкой к главному зданию музея — Михайловскому дворцу, выходящему на площадь Искусств. Корпус служит местом проведения временных выставок музея. Вход в корпус с набережной канала Грибоедова.

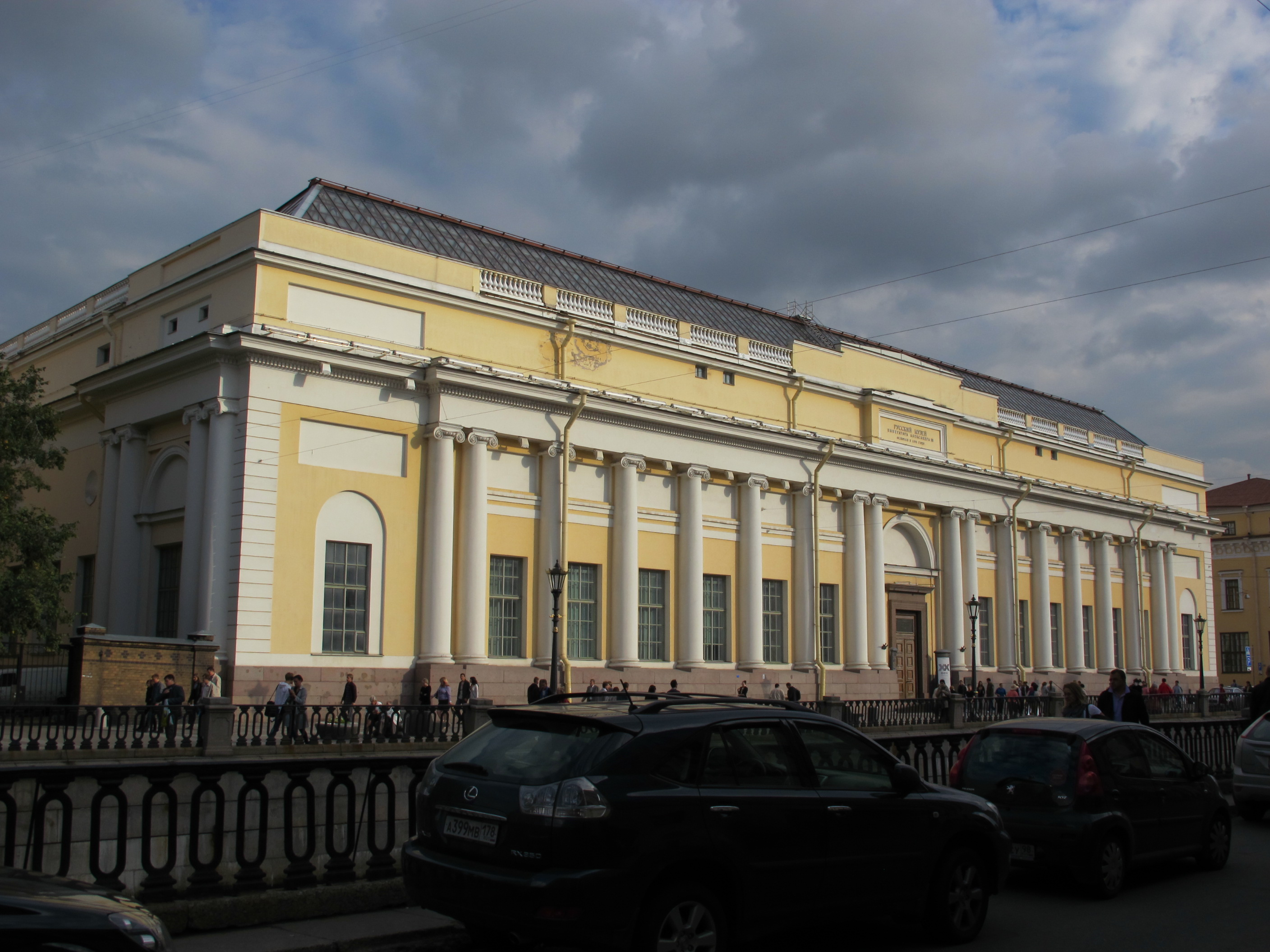
Фасад корпуса Бенуа Русского музея по каналу Грибоедова

- Государственный литературный музей «XX век» в квартире прозаика Михаила Зощенко в писательском доме — бывшем жилом доме императорского конюшенного ведомства.
- Дом книги — главный книжный магазин Ленинграда в здании, построенном перед Первой мировой войной как представительство американской компании «Зингер», известный выпуск первых швейных машин в мире.
- Дом Энгельгардта (Невский проспект, дом 30). В первой половине XIX века место проведения балов, на одном из которых происходит действие драмы Лермонтова «Маскарад». В советское время в здании разместился Малый зал Филармонии имени М. И. Глинки, где проходят концерты камерной музыки. На углу Невского проспекта и набережной канала Грибоедова расположен встроенный в здание один из вестибюлей станции метро «Невский проспект» и перехода на станцию «Гостиный двор».
- Казанский собор, построенный в первые десятилетие XIX века, напоминающий очертаниями собор святого Петра в Ватикане. После Отечественной войны 1812 г. собор стал памятником российской воинской славы: в нём появились могила командующего российской армией фельдмаршала Кутузова и трофейное знамёна, а перед зданием установлены памятники Кутузову и другому российскому военачальнику того времени Михаилу Барклаю-де- Толли. Собор назван в честь чудотворного списка Казанской иконы Божией матери и дал название расположенной за собором Казанской площади, соседним Казанской улице, мосту через канал Грибоедова в створе Невского проспекта и скверу с фонтаном перед собором со стороны проспекта.
- Здание Ассигнационного банка — на 2024 год одно из зданий, которые занимает Санкт-Петербургский государственный экономический университет — и Банковский мост со скульптурами грифонов

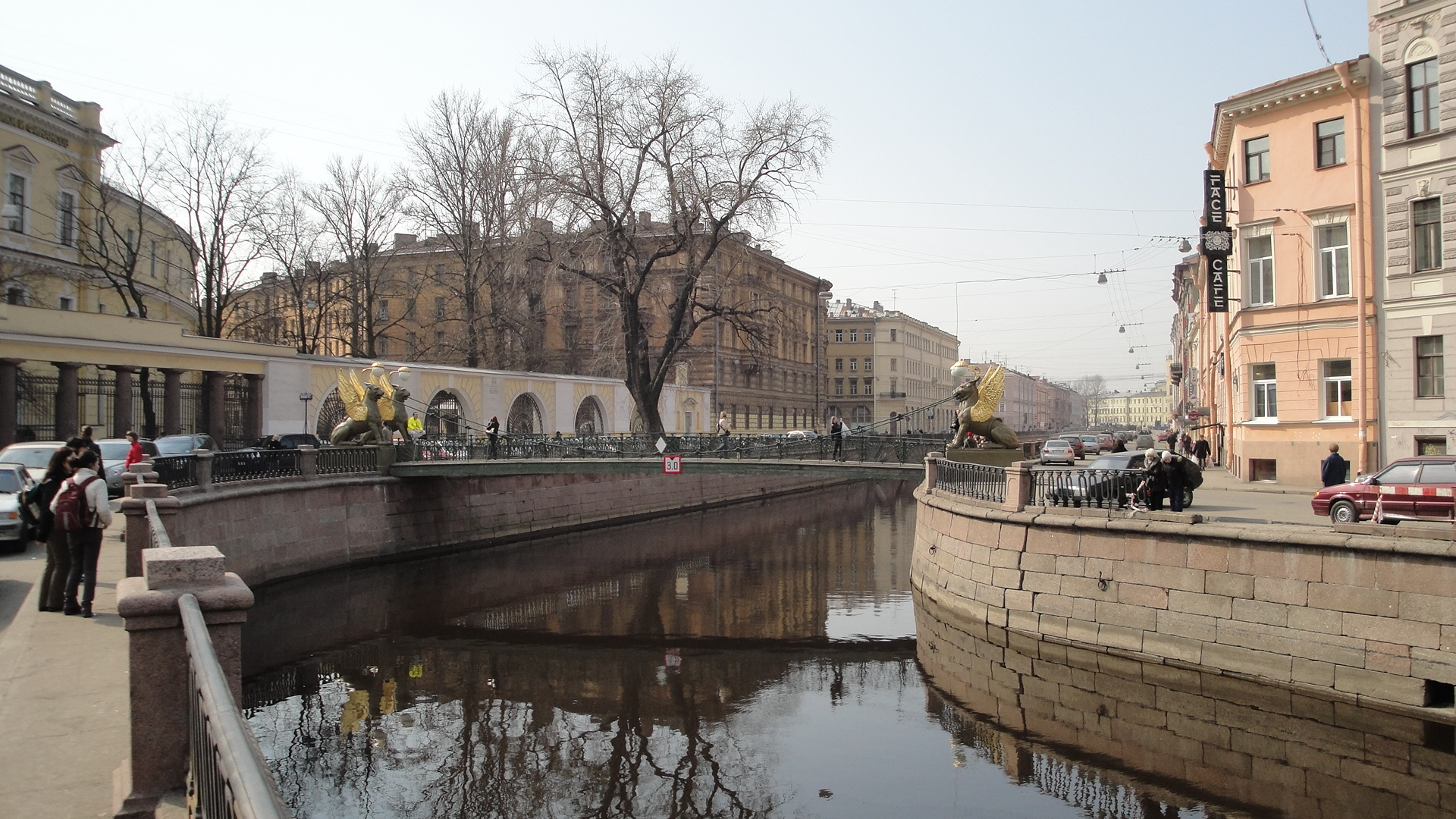
Изгиб канала перед мостом

- доходный дом Г. Голлидея (ныне № 97). После 1812 года, в 1-й половине XIX века, часть здания снимала для своих нужд дирекция Императорских театров. Здесь размещались театральная и нотные конторы, а также квартиры чиновников, артистов и фигурантов труппы; во флигеле был устроен репетиционный зал. На первом этаже находилась типография Похорского, печатавшая пьесы и афиши, и трактир «Отель-дю-Норд», посещаемый жильцами дома. Среди прочих, в доме жили артисты Брянские, семейство А. В. Каратыгина (в квартире окнами на Мариинский институт и Офицерскую улицу), Е. И. Колосова с дочерью, Е. А. Телешова, А. С. Яковлев.